# Hexatoma capensis
Hexatoma capensis är en tvåvingeart som först beskrevs av Alexander 1921.  Hexatoma capensis ingår i släktet Hexatoma och familjen småharkrankar. Inga underarter finns listade i Catalogue of Life.